# بيتش كرافت إيه تي-10 ويتشيتا
بيتش كرافت إيه تي-10 ويتشيتا (بالإنجليزية: Beechcraft AT-10 Wichita)‏ كانت طائرة تدريب بمحركين أنتجت في عام 1942 ابان الحرب العالمية الثانية بالولايات المتحدة. من صناعة بيتشكرافت وشركة غلوب للطائرات. كان أول طيران لها في 1941. صنع منها 2,371 طائرة.
بنيت لصالح قوات الولايات المتحدة الجوية (سلاح الجو الأمريكي) لتستخدم لتدريب الطيارين على الطائرات المتعددة المحركات مثل قاذفات القنابل.